# Liste der Kulturgüter in Giez
Die Liste der Kulturgüter in Giez enthält alle Objekte in der Gemeinde Giez im Kanton Waadt, die gemäss der Haager Konvention zum Schutz von Kulturgut bei bewaffneten Konflikten, dem Bundesgesetz vom 20. Juni 2014 über den Schutz der Kulturgüter bei bewaffneten Konflikten sowie der Verordnung vom 29. Oktober 2014 über den Schutz der Kulturgüter bei bewaffneten Konflikten unter Schutz stehen.
Objekte der Kategorie A sind im Gemeindegebiet nicht ausgewiesen, Objekte der Kategorie B sind vollständig in der Liste enthalten, Objekte der Kategorie C fehlen zurzeit (Stand: 1. Januar 2023).

## Kulturgüter
| Foto |                                                                                  | Objekt                                                                                      | Kat. | Typ | Standort                            | Beschreibung |
| ---- | -------------------------------------------------------------------------------- | ------------------------------------------------------------------------------------------- | ---- | --- | ----------------------------------- | ------------ |
| ja   | Datei hochladen · Wikidata zu Schloss mit Landwirtschaft (Q29890836)             | Schloss de Giez mit Landwirtschaft / Château de Giez avec rural KGS-Nr.: 06078              | B    | G   | Route en Pierre 9 537180 / 184581   |              |
| BW   | Datei hochladen · Wikidata zu Türmchenhaus mit Nebengebäuden (Q29890840)         | Maison des Tourelles mit Nebengebäuden / Maison des Tourelles avec communs KGS-Nr.: 06079   | B    | G   | Route en Pierre 2 537130 / 184701   |              |
| ja   | Datei hochladen · Wikidata zu Reformierte Kirche Saint-Jean-Baptiste (Q29890835) | Reformierte Kirche Saint-Jean-Baptiste / Église réformée Saint-Jean-Baptiste KGS-Nr.: 06080 | B    | G   | Route en Pierre 7.3 537240 / 184600 |              |